# Masque royal Kuk
La Masque royal Kuk est une statue camerounaise du XIXe siècle appartenant à la culture Bamiléké, et exposée au musée du quai Branly.
La sculpture de masque est populaire dans l'expression artistique du Grassland et dans la culture Bamiléké.

## Description
Le Masque royal est une représentation en bois d'une tête humaine aux joues boursouflées. Il est coiffé d'un bonnet de chef surmonté d'un animal.
Il mesure 61 × 40 × 39 cm, et pèse 4410 g.